# Modou Diagne
Modou Diagne (Mbacké, 3 januari 1994) is een Senegalees-Frans voetballer.

## Carrière
Diagne is een jeugdproduct van AS Nancy. In de zomer van 2019 stapte hij transfervrij over naar de Belgische eersteklasser Sporting Charleroi. Twee jaren later vertrok hij alweer transfervrij naar het Cypriotische Olympiakos Nicosia.